# Didymoglossum angustifrons
Didymoglossum angustifrons är en hinnbräkenväxtart som beskrevs av Fée. Didymoglossum angustifrons ingår i släktet Didymoglossum och familjen Hymenophyllaceae. Inga underarter finns listade.